# تاراگت (اوورخنگای)
تاراگت (به لاتین: Taragt) یک منطقهٔ مسکونی در مغولستان است که در استان اوورخانگای واقع شده‌است.